# Сільвен Сальнав
Сільвен Сальнав (фр. Sylvain Salnave; 1827–1870) — гаїтянський генерал, президент Гаїті з 1867 до 1869 року. 1867 року, після усунення від влади Фабра Жефрара, був обраний на пост президента. За часів його правління тривала громадянська війна між різними фракціями.